# Ipswich (condado de Essex, Massachusetts)
Ipswich é um lugar designado pelo censo localizado no condado de Essex no estado estadounidense de Massachusetts. No Censo de 2010 tinha uma população de 4.222 habitantes e uma densidade populacional de 935,24 pessoas por km².

## Geografia
Ipswich encontra-se localizado nas coordenadas 42° 40′ 31″ N, 70° 49′ 21″ O. Segundo a Departamento do Censo dos Estados Unidos, Ipswich tem uma superfície total de 4.51 km², da qual 4.25 km² correspondem a terra firme e (5.79%) 0.26 km² é água.

## Demografia
Segundo o censo de 2010, tinha 4.222 pessoas residindo em Ipswich. A densidade populacional era de 935,24 hab./km². Dos 4.222 habitantes, Ipswich estava composto pelo 95.05% brancos, o 0.47% eram afroamericanos, o 0.17% eram amerindios, o 1.35% eram asiáticos, o 0.14% eram insulares do Pacífico, o 1.09% eram de outras raças e o 1.73% pertenciam a duas ou mais raças. Do total da população o 2.2% eram hispanos ou latinos de qualquer raça.